# Klokhuisplein
Het Klokhuisplein, van oudsher de Coolmarkt, is een plein in de binnenstad van Haarlem. Het ligt achter de Grote of St.-Bavokerk, gezien vanaf de Grote Markt. Op het plein komen de Riviervismarkt, Lange Begijnestraat, Damstraat en Lange Veerstraat uit. Tevens grenst de Oude Groenmarkt aan het plein.
Het plein is vernoemd naar de Klokhuistoren, een houten klokkentoren die in 1479 werd gebouwd. Deze toren, waarin de klokken van de voorganger van de Grote of St.-Bavokerk hingen, werd in 1804 door het stadsbestuur afgebroken wegens financiële omstandigheden. De huidige klokhuistoren is in 1918 gebouwd door Koninklijke Joh. Enschedé, dat zich in 1761 aan de toen nog zo geheten Coolmarkt vestigde. Deze drukkerij van onder meer bankbiljetten en postzegels heeft hier 229 jaar gezeten. In 1990 werden de laatste afdelingen verplaatst naar het bedrijventerrein Waarderpolder.
Op de hoek met de Damstraat staat het opvallende Joh. Enschedécomplex van de drukkerij. In dit pand is het restaurant ML gevestigd. Op de hoek met de Lange Begijnestraat staat sinds 1873 het Concertgebouw, dat sinds 2001 de Philharmonie heet. Achter het Klokhuisplein ligt rondom het Simon de Vrieshof (vernoemd naar rabbijn Simon de Vries) de Rechtbank Noord-Holland die hier zijn hoofdvestiging heeft. De toegang tot dit hof geschiedt via de Wagenpoort of de Nauwe Appelaarsteeg. Het maakt deel uit van het gebouwencomplex De Appelaar dat in de jaren 1990 is gerealiseerd,

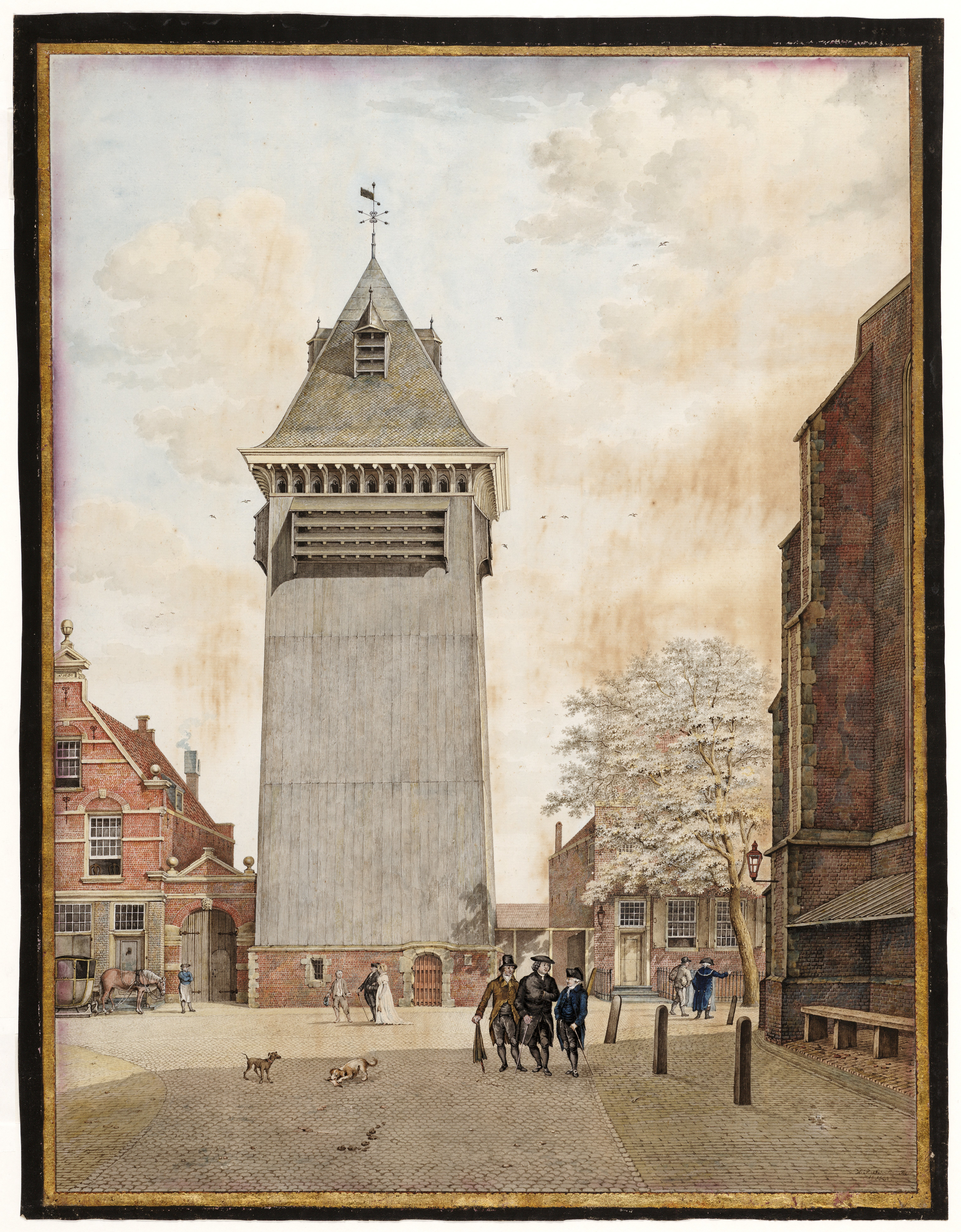
Oorspronkelijke klokhuistoren
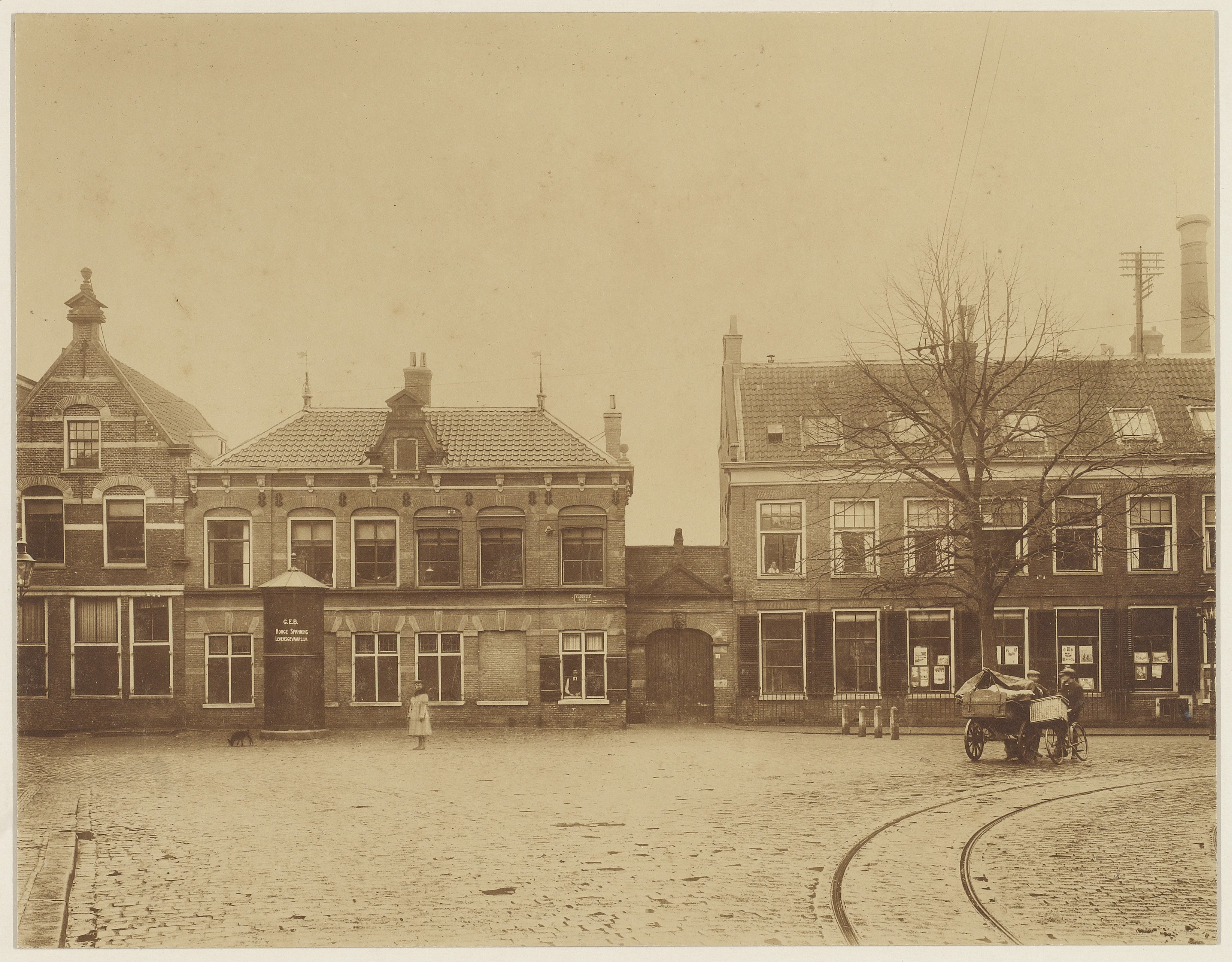
Klokhuisplein met tramrails, voor de bouw van het Klokhuis
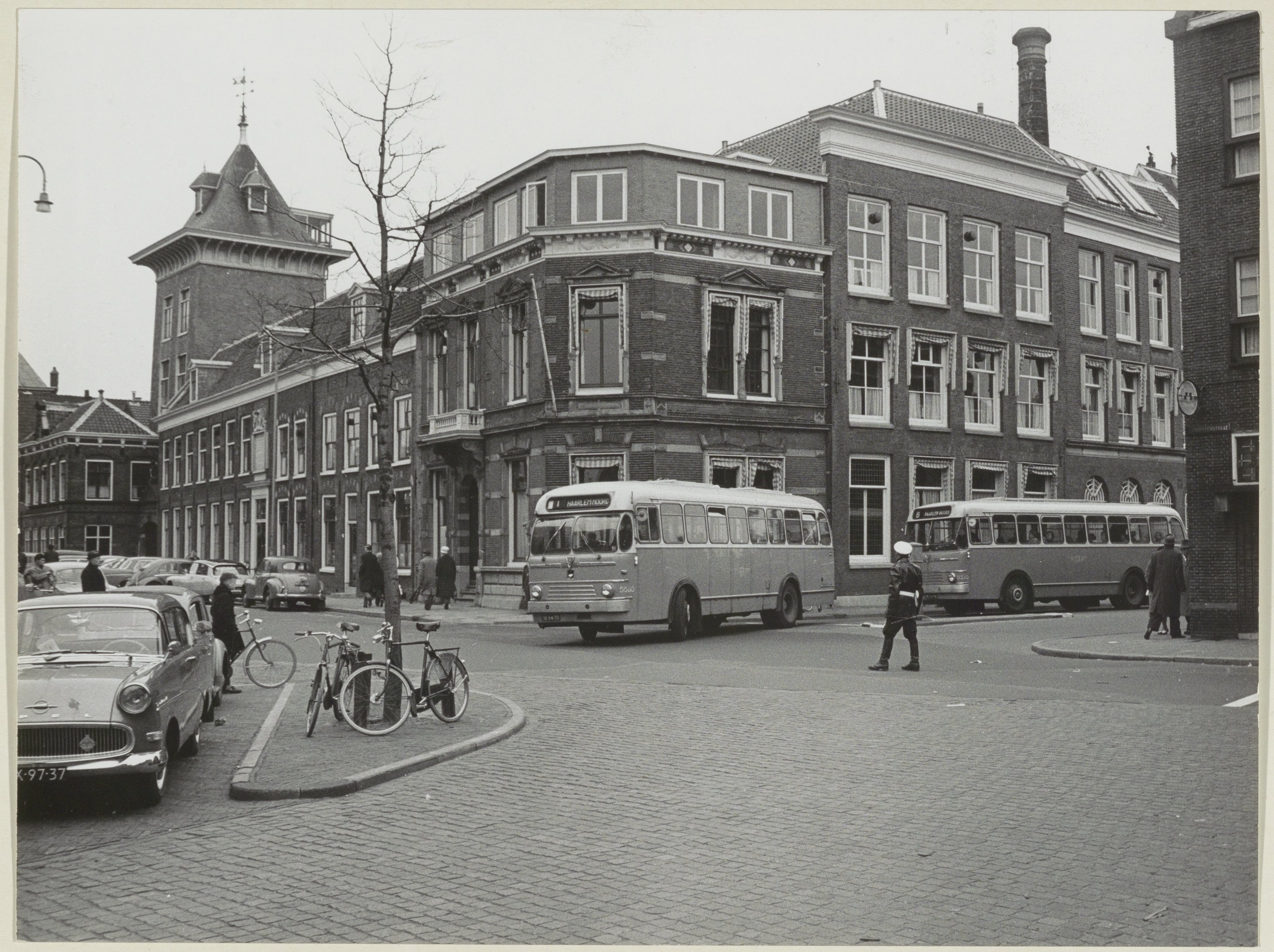
Grafische inrichting Joh. Enschedé en Zn. aan het Klokhuisplein / hoek Damstraat, met NZH-stadsbussen en verkeersagent (1960)
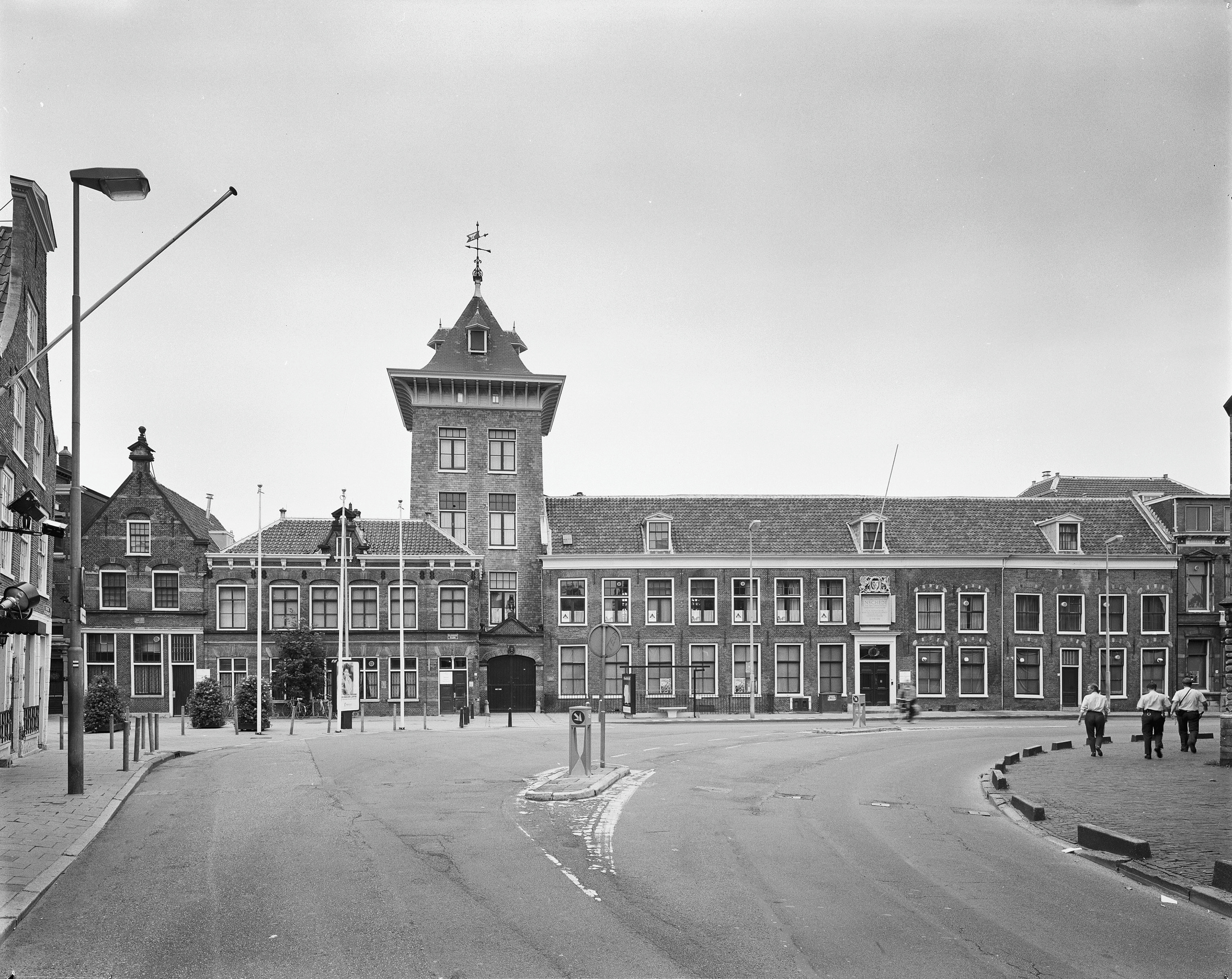
Overzicht van het plein (1994}
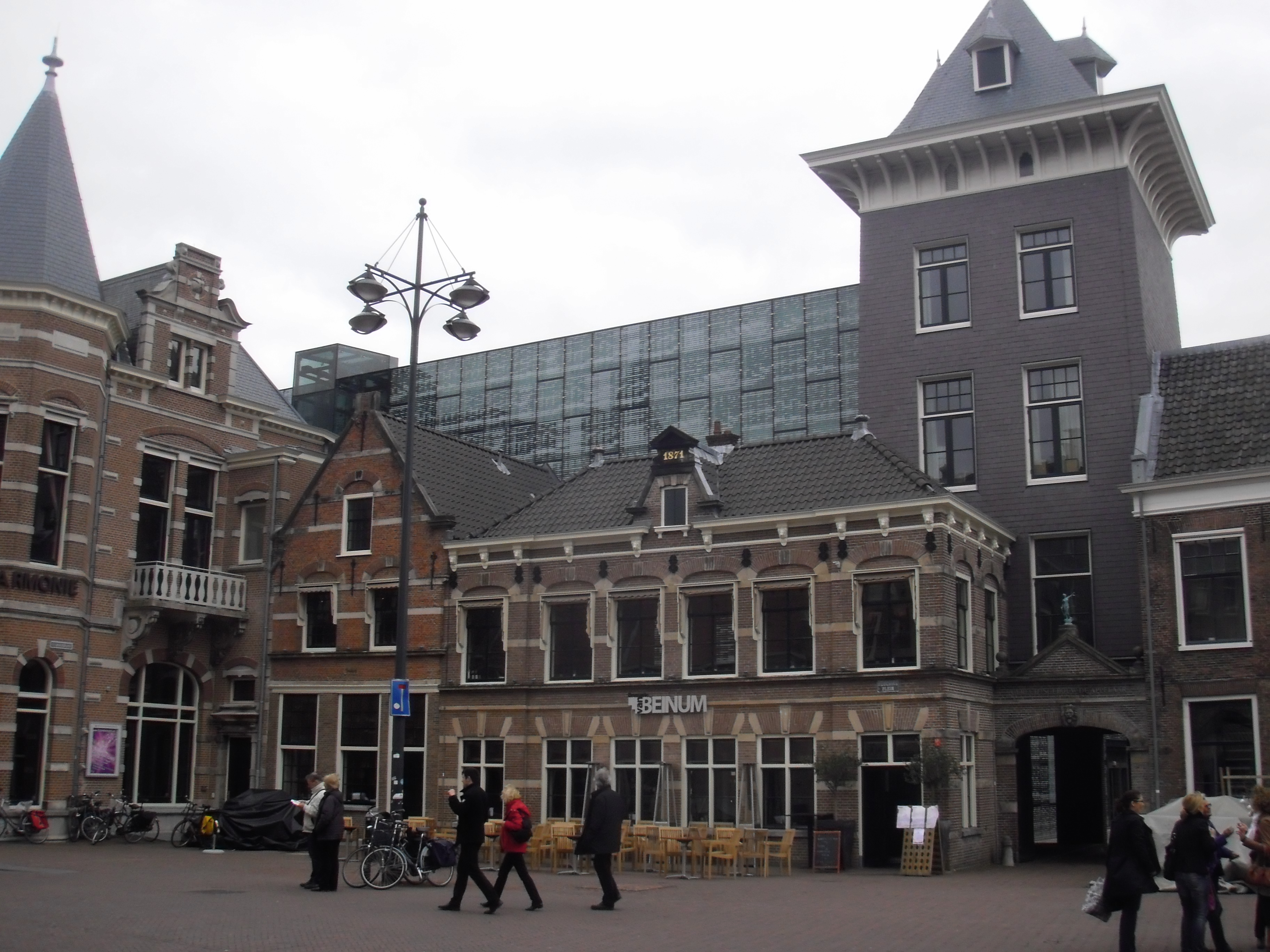
Links de Philharmonie, rechts de Klokhuistoren met daaronder de toegangspoort tot het Simon de Vrieshof (2010)
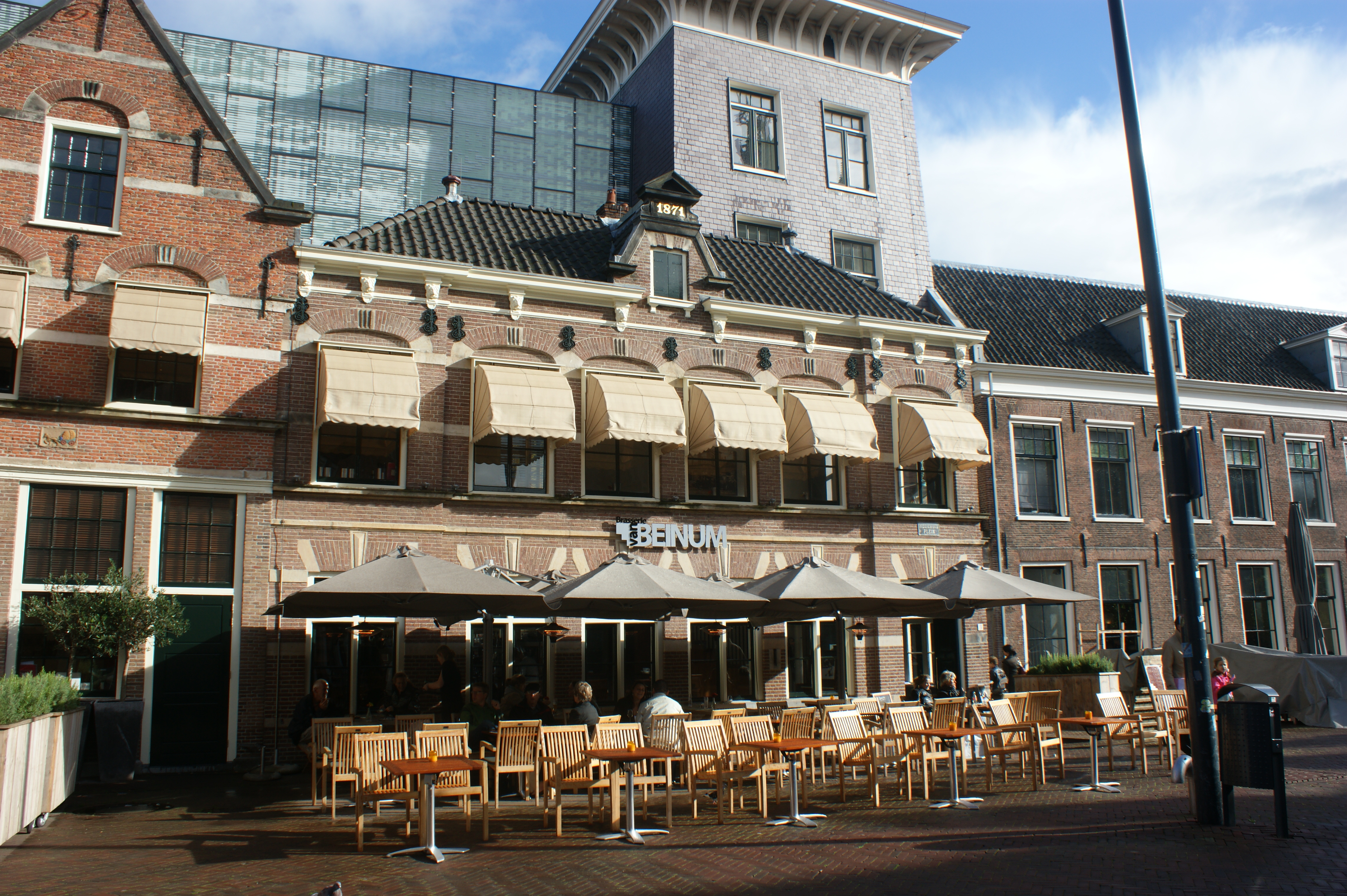
Horeca op het Klokhuisplein (2010)